# Hong Hyun-seok
Hong Hyun-seok (em coreano: 홍현석; Seul, 16 de junho de 1999) é um futebolista sul-coreano que atua como meia-atacante. Atualmente, defende o Nantes, emprestado pelo Mainz 05.

## Carreira
Em janeiro de 2018, Hong se transferiu do time juvenil do Ulsan Hyundai para o Unterhaching. Ele fez sua estreia profissional pelo clube alemão na terceira divisão em 27 de fevereiro de 2019, entrando aos 84 minutos contra o Aalen.
Após um período de empréstimo no Juniors OÖ, da Áustria, Hong jogou uma temporada na Bundesliga Austríaca pelo LASK antes de se mudar para o Gent, da Bélgica, em agosto de 2022, após uma lesão sofrida pelo atacante titular, tornando-se o primeiro coreano a jogar pelo clube.
Ao se mudar para a Bélgica, Hong foi titular de imediato, marcando um gol de bicicleta aos 28 minutos de sua estreia fora de casa contra o Oostende em 12 de agosto de 2022, que o Gent venceu por 3–1. Enquanto se adaptava no Gent na primeira temporada, ele teve 5 gols e 5 assistências em 31 partidas do campeonato belga; e 1 gol e 4 assistências em 12 partidas da Liga Conferência. Seu rápido crescimento no Gent o levou a ser convocado para a seleção da Coreia do Sul.
Em 29 de agosto de 2024, Hong assinou um contrato de quatro anos com o Mainz 05. Estreou pelo clube alemão no empate fora de casa por 3–3 com o Stuttgart.

## Carreira internacional
Hong foi convocado para a seleção sub-15 da Coreia do Sul aos Jogos Olímpicos de Verão da Juventude de 2014 em Nanquim, na China. Ele foi titular em todas as quatro partidas, ganhando uma medalha de prata como vice-campeão do torneio.

## Premiações
Coreia do Sul Sub-17
- Medalha de Prata nos Jogos Olímpicos da Juventude: 2014[13]

Coreia do Sul Sub-23
- Medalha de Ouro nos Jogos Asiáticos: 2022[2]